# Tamer Serbay
Tamer Serbay (* 1947 in Malatya / Türkei) ist ein bildender Künstler türkischer Herkunft in Deutschland.
Der seit 1982 als freischaffender Künstler Tätige veröffentlichte 1984 und 1985 auch zwei Bücher über Ölmalerei. 1995 gewann er den deutschen Kunstpreis „Tolerance“.